# Putsch de juillet

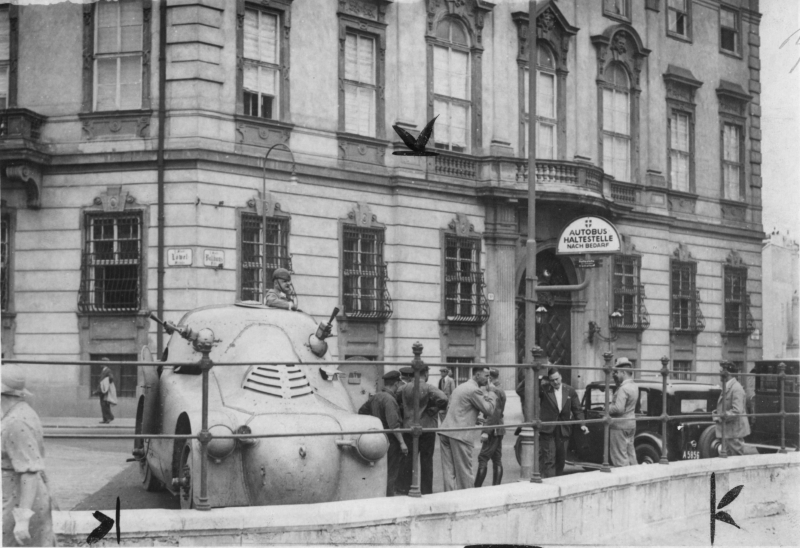
Véhicule blindé de la police, Ballhausplatz, Vienne, 25 juillet 1934.

Le putsch de juillet (en allemand : Juliputsch) est une tentative de coup d'État effectuée en juillet 1934 par des nazis autrichiens.
Le 25 juillet 1934, des SS déguisés en soldats de l'armée fédérale autrichienne et en policiers prennent d'assaut la chancellerie fédérale à Vienne. Simultanément, un autre groupe de putschistes fait irruption dans les locaux de la radio viennoise RAVAG et diffusent la fausse nouvelle que le chancelier Engelbert Dollfuß a remis tous les pouvoirs à l'ancien gouverneur de Styrie Anton Rintelen (en). Ce message est en fait un signal convenu adressés aux nationaux-socialistes autrichiens qu'ils peuvent commencer le « soulèvement ». Mais dans les faits, l'insurrection se produit avec retard et seulement dans certaines régions de l'Autriche : c'est principalement en Styrie, en Carinthie et dans certaines parties de la Haute-Autriche et à Salzbourg qu'ont lieu des combats, parfois particulièrement violents, entre les nazis et les forces armées du gouvernement fédéral, aidées de la police, la gendarmerie, le Freiwilliges Schutzkorps (de) et des unités indépendantes fidèles au gouvernement comme la Heimwehr.
Dans les autres États fédéraux, la situation reste calme dans l'ensemble. La tentative de putsch, auquel ont également participé des troupes de la Légion autrichienne (en) (des SA autrichiens stationnés dans le Reich allemand), s'achève le 30 juillet. Plus de 200 personnes ont été tuées dans les combats, dont le chancelier Dollfuss. Environ 4 000 nazis sont soit jugés par des tribunaux militaires instaurés à cette occasion, soit directement envoyés dans des camps d'internement (Anhaltelager (de)), 13 putschistes sont exécutés. Beaucoup d'autres échappent aux arrestations et aux procès en fuyant vers le Reich allemand ou la Yougoslavie.